# Арнальдо Форлані
Арнальдо Форлані (італ. Arnaldo Forlani; 8 грудня 1925, Пезаро, Марке — 6 липня 2023, Рим) — італійський політик і державний діяч, прем'єр-міністр Італії від 18 жовтня 1980 до 28 червня 1981 року. Член Християнсько-демократичної партії.

## Життєпис
Після вивчення юриспруденції в Урбінському університеті, зробив швидку політичну кар'єру в партії християнських демократів. У 1948 він секретар ХД в провінції Урбіно, у 1954 вже серед членів Ради, у 1962–1969 перший заступник, а потім з 1969 до 1973 секретар Християнсько-демократична партії.
У 1958 став першим заступником голови Палати депутатів.
Пізніше, неодноразово займав міністерські посади в Раді Міністрів Італії:
- 1968–1969 — державний міністр,
- 1969 — міністр без портфеля (координував відносини з НАТО),
- 1974 — міністр оборони Італійської Республіки.
- 1976 по 1979 — міністр закордонних справ.

У жовтні 1980 сформував і очолив власний кабмін, який не протримався при владі і восьми місяців, після чого кабінет пішов у відставку у зв'язку з найбільшим скандалом навколо масонської ложі П2.
У Кабінеті Міністрів соціаліста Беттіно Краксі (1983–1987) обіймав посаду віце-прем'єра італійського уряду.
З 1989 по 1993 був членом Європейського парламенту.
Після антикорупційної операції «Чисті руки», був змушений піти з великої політики. У червні 1997 року, був засуджений судом до 28 місяців ув'язнення за отримання великого хабара від компанії «Montedison» за створення СП (згодом збанкрутілого) з державним нафтопромисловим об'єднанням «Eni».